# Ataque em Jamena em 2025
Em 8 de janeiro de 2025, ocorreu um ataque contra o Palácio Rosa, a residência oficial do Presidente do Chade, na capital nacional do país, Jamena, de autoria ainda desconhecida. Os 24 agressores tentaram entrar por um portão de segurança antes de serem confrontados pelas forças de segurança do local. No momento do acontecimento, o Presidente chadiano, Mahamat Déby, estava dentro do local. Ele, mais tarde, publicou uma declaração dizendo que acreditava ser o alvo do ataque. Um total de 20 pessoas morreram, das quais 18 eram agressores e dois eram guardas presidenciais.
O ministro dos Negócios Estrangeiros do Chade, Abderaman Koulamallah, afirmou que o ataque havia sido uma “tentativa de desestabilização”.  No entanto, negou que tenha sido um ataque terrorista e descreveu os responsáveis como "bandidos desorganizados".  Uma investigação sobre as motivações dos atacantes e suas afiliações foi iniciada pelo governo local; fontes apontaram o grupo jihadista Boko Haram como responsável. 
O país enfrenta, desde 2014, uma insurgência do Boko Haram. Mesmo com as alegações, nenhum grupo assumiu a responsabilidade pelo ataque.

## Antecedentes
Desde 2014, o Boko Haram tem estado ativo no oeste do Chade, lançando ataques fronteiriços contra alvos civis e militares no oeste do Chade a partir da Nigéria. Em 2024, os ataques intensificaram-se no Chade, culminando na morte de 40 soldados chadianos após o ataque a uma base militar perto da aldeia de Ngouboua. Além disso, o Chade enfrentou outros diferentes grupos terroristas e insurgentes ligados ao Estado Islâmico e à Al Qaeda.
O aumento da violência promovida pelo grupo Boko Haram ocorre concomitantemente com a retirada das forças francesas da África Ocidental. A França, tradicionalmente um forte aliado do governo chadiano, tendo fornecido suporte militar ao país durante décadas, oferecendo formação aos militares e intervindo com ataques aéreos contra os insurgentes. Em 29 de novembro de 2024, durante uma visita do ministro dos Negócios Estrangeiros da França, Jean-Noël Barrot, a Jamena, o governo chadiano anunciou o fim do acordo de defesa com a França e solicitou que os militares franceses deixassem o país.  Em dezembro do mesmo ano, a maioria das tropas francesas já havia deixado o Chade, devendo as restantes tropas francesas partir até ao final de janeiro do ano seguinte. O Presidente Déby tem tentado estreitar laços com a Hungria, China, a Rússia e Emirados Árabes Unidos. 

## Acontecimentos

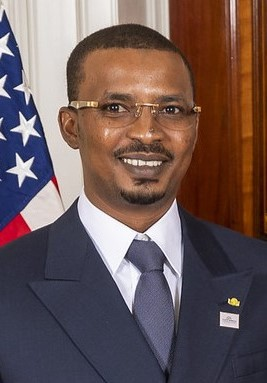
Presidente Mahamat Déby

O ataque começou por volta das 20:45, no horário local. Pelo menos 24 homens armados atacaram o palácio presidencial. O ataque ocorreu horas depois do ministro das Relações Exteriores da China,  Wang Yi, visitar a capital. Antes de iniciar o ataque, os atacantes dirigiram-se de carro até ao portão de segurança e simularam que estavam com um defeito mecânico no automóvel. Os relatos informam que os tiros iniciaram e duraram até por volta das 21h30. Os atacantes tentaram, sem sucesso, invadir o a residência oficial, onde onde o Presidente Mahamat Déby estava. Diversos civis fugiram do local e muitos afirmaram acreditar que estavam presenciando um golpe de Estado.
De acordo com o ministro dos Negócios Estrangeiros do Chade, Abderaman Koulamallah, os atacantes estavam armados com facas e facões.  Em sua declaração, ele disse "Eles esfaquearam quatro guardas, matando um e ferindo gravemente outros dois. Um quarto guarda também ficou ferido, mas não corre perigo de vida."  Em seguida, eles tentaram entrar no palácio presidencial, onde se envolveram em combate com as forças de segurança. Ainda, segundo Koulamallah, os atacantes estavam vestidos com roupas civis comuns durante o ataque e, até o momento de sua declaração, 18 atacantes morreram e outros seis ficaram feridos, enquanto entre os membro das forças de segurança, um havia sido morto e cinco ficaram gravemente feridos. Nas redes sociais circularam vídeos dos corpos dos atacantes, que morreram nos jardins que rodeiam o Palácio Rosa.
O ministro Koulamallah ainda acrescentou que os atacantes eram jovens locais "Pieds Nickelés ", em referência a uma série de quadrinhos francesa sobre criminosos, estavam intoxicados por álcool e drogas e eram desorganizados, não fazendo parte de nenhum grupo terrorista.
Em contrapartida, uma fonte anônima ligada aos serviços de segurança disse que os atacantes pertenciam ao grupo jihadista Boko Haram. As fontes dizem que, ao contrário da declaração oficial, os homens estavam munidos com armas de fogo.
Enrica Picco, da organização International Crisis Group, disse que tal evento mostram que "as tensões estão muito altas no palácio presidencial". Além disso, ela acrescentou: "[o Presidente] Deby sabe que tem muitos inimigos que querem substituí-lo ou mudar a forma como o Chade está lidando com diferentes crises".
Ulf Laessing, da Fundação Konrad Adenauer, no entanto, discordou que o ataque poderia estar relacionado ao Boko Haram. Em sua declaração, disse, "[...] jihadistas atuam principalmente na região do Lago Chade e não realizam ataques tão complexos quanto a este. [...]. Os atacantes sabiam para onde ir e eram esperados. Eu suspeito que seja uma intriga dentro da família presidencial ou dos clãs do Palácio Rosa." 

## Consequências
Em resposta ao ataque, o Exército Nacional do Chade bloqueou todas as estradas em direção até ao Palácio Rosa e militares armados foram alocados em postos pela cidade. Nos dias que se sucederam, seis pessoas foram presas sob alegação de terem conexão com o ataque, mas nenhuma informação adicional ou específica foi divulgada.
O Presidente Mahamat Déby divulgou uma declaração na sua página oficial do Facebook dizendo que acreditava ser o principal alvo do ataque e agradeceu à Guarda Presidencial pela defesa do complexo presidencial. Ele disse que as identidades e motivações dos atacantes não eram conhecidas e que uma investigação seria iniciada com o objetivo de determinar as suas identidades.
O ministro da Infraestrutura, Aziz Mahamat Saleh, postou em sua página do Facebook: "Nada sério, sem pânico; a situação está sob controle." Abderaman Koulamallah disse em um vídeo "Foi um pequeno incidente. Tudo está calmo. Toda essa tentativa de desestabilização foi frustrada." Uma investigação foi lançada visando determinar que foram os autores e suas motivações. O procurador público do Tribunal de Jamena, Oumar Mahamat Kedelaye, também condenou publicamente o ataque e confirmou que está em curso uma investigação criminal para determinar "quaisquer co-conspiradores e instigadores por trás do ataque".
Wang Yi, ministro dos Negócios Estrangeiros chinês estava fazendo uma visita ao país no momento do fato e afirmou que apoia firmemente os esforços do Chade para garantir a segurança e a estabilidade.